# Gmina Arras
Gmina Arras (alb. Komuna Arras) – gmina  położona w środkowej części Albanii. Administracyjnie należy do okręgu Dibra w obwodzie Dibra. W 2011 roku populacja gminy wynosiła 3055 w tym 1479 kobiet oraz 1576 mężczyzn, z czego Albańczycy stanowili 98,92% mieszkańców.
W skład gminy wchodzi dziewięć miejscowości: Arras, Gur i Zi, Lazrej, Kodër Leshaj, Mustafë, Sina e Sipërme, Sina e Poshtme, Çidhëna, Grykë Noke.